# Кати Райкс
Кати Райкс (на английски: Kathy Reichs) е американски професор по антропология и писателка на бестселъри в жанра трилър.

## Биография и творчество
Кати Райкс, с рождено име Катлийн Джоан Тол, е родена на 7 юли 1948 г. в Чикаго, Илинойс, САЩ. Следва в Американския университет във Вашингтон, който завършва с бакалавърска степен по антропология. През 1972 г. завършва с магистърска степен по физическа антропология Северозападния университет, а през 1975 г. получава докторска степен по физическа антропология отново в него.
След дипломирането си преподава в Университета на северен Илинойс, Питсбъргския университет, Университета „Конкордия“, Университета „Макгил“ и последно като професор по антропология в Университета на Северна Каролина в Шарлът.
Кати Райкс е един от 82-мата криминални антрополози, сертифицирани от Американския съвет на Съдебна антропология. Като изявен специалист тя е била консултант на различни криминални и съдебни инстанции. Като такъв е била в Танзания, за да даде показания във връзка с Международния трибунал на ООН за геноцида в Руанда, за разследванията в района на езерото Атитлан в планините на югозападна Гватемала, в оперативния екип за идентификация след терористичния акт срещу Световния търговски център, участвала е и в специални изследвания за установяване на самоличността на загинали във Втората световна война, и във войните в Корея и Виетнам.
Тя е член на борда на Американската академия по криминалистика. Участва в работата на Научната лаборатория по съдебна медицина в Квебек. Била е лектор в много конференции по целия свят.
В средата на 90-те години започва да пише криминална литература пряко свързана с нейната професия и силно повлияна от собствената ѝ биография. Първият трилър, „Отдавна мъртви“, от високо оценената ѝ поредица „Темперънс Бренан-Кости“ излиза през 1997 г. Той става бестселър и е удостоен с канадската награда „Артър Елис“ за най-добър първи роман. Главен герой е антроположката Темперънс Бренан, наричана „Кости“, която разследва различни човешки останки, за да даде на следователите нишката за разкриване на престъплението.
По нейните произведения е направен популярният телевизионен сериал „Кости“ с участието на Емили Дешанел, Дейвид Бореанас, Михаела Конлин, Ерик Милигън и др., а самата Райкс е един от продуцентите му.
През 2004 г. Кати Райкс участва в популярния за началото на века литературен експеримент, в който няколко автори пишат съвместно едно произведение. Всичките 10 автори заедно, под редакцията на Марша Тали, създават романа „I'd Kill for That“.
През 2010 – 2011 г. заедно с още 25 прочути автори на криминални романи участва в написването на експресивния трилър „Няма покой за мъртвите“ („No Rest For the Dead“). Освен нея участници са Джефри Дивър, Питър Джеймс, Сандра Браун, Тес Геритсън, Лайза Скоталайн, Реймънд Хури, Джон Лескроарт, и др., а световноизвестният Дейвид Балдачи изготвя предговора. Всички те влагат своята изобретателност, за да опишат превратната съдба на детектива Джон Нън, който се е справял перфектно в разследванията си. Но една-единствена грешка не му дава покой и последствията от нея го преследват с години.
От 2010 г. дава начало на новата си юношеска фентъзи серия „Вируси“. В нея племенницата на героинята от „Кости“ Темперънс Бренан, Тори Бренан, и нейните приятели са изложени на експериментален щам на кучешки паравирус, която променя живота им завинаги. Но с негова помощ те могат да разкрият извършените престъпления.
Произведенията на писателката често са в списъците на бестселърите. Те са преведени на повече от 30 езика и са издадени в милиони екземпляри по света.
Кати Райкс живее в Шарлът, Северна Каролина. Дъщеря ѝ Кери Райкс пише книги в стил чиклит, а синът ѝ Брендън Райкс е съавтор на последните ѝ романи.

## Произведения

### Самостоятелни романи
- I'd Kill for That (2004) – с Рита Мей Браун, Дженифър Крузи, Линда Феърстийн, Лиса Гарднър, Хедър Греъм, Кей Хупър, Катрин Невил, Ан Пери, Джули Смит и Тина Уейнскот
- No Rest for the Dead (2011) – с Джеф Абот, Лори Армстронг, Дейвид Балдачи, Сандра Браун, Томас Х. Кук, Джефри Дивър, Диана Габалдон, Андрю Ф. Гули, Ламия Гули, Питър Джеймс, Дж. А. Джайс, Фей Келерман, Реймънд Хури, Джон Лескроарт, Джеф Линдзи, Гейл Линдс, Алегзандър Маккол Смит, Филип Марголин, Майкъл Палмър, T. Джеферсън Паркър, Матю Пърл, Тес Геритсън, Маркъс Сейки, Джонатан Сантлоуфър, Лайза Скоталайн, Р. Л. Стайн и Марша Тали
Няма покой за мъртвите, изд.: ИК „Обсидиан“, София (2011), прев. Боян Дамянов
- Two Nights (2017)

### Серия „Темперънс Бренан“ (Temperance Brennan)
1. Deja Dead (1997) – награда „Артър Елис“ за най-добър първи роман
Отдавна мъртви, изд.: ИК „Хермес“, Пловдив (2002), изд.: „Санома Блясък България“, София (2012), прев. Дори Габровска
2. Death Du Jour (1999)
3. Deadly Decisions (2000)
4. Fatal Voyage (2001)
5. Grave Secrets (2002)
Гробовни тайни, изд.: ИК „Хермес“, Пловдив (2003), прев. Валентина Атанасова
6. Bare Bones (2003)
7. Monday Mourning (2003)
8. Cross Bones (2005)
9. Break No Bones (2006)
10. Bones to Ashes (2007)
Пепел от кости, изд.: „Софтпрес“, София (2010), прев. Милена Радева
11. Devil Bones (2008)
Дяволски кости, изд.: „Софтпрес“, София (2010), прев. Милена Радева
12. 206 Bones (2009)
13. Spider Bones (2010) – издадена и като „Mortal Remains“
14. Flash and Bones (2011)
15. Bones Are Forever (2012)
16. Bones of the Lost (2013)
17. Bones Never Lie (2014)
18. Speaking in Bones (2015)

- Bones: Buried Deep (2006) – с Макс Алън Колинс
- Bones In Her Pocket (2013)
- Bones on Ice (2015)

### Серия „Вируси“ (Virals)
1. Virals (2010)
2. Seizure (2011)
3. Code (2013) – с Брендън Райкс
4. Exposure (2014) – с Брендън Райкс
5. Terminal (2015) – с Брендън Райкс
6. Trace Evidence (2016) – с Брендън Райкс

- Shift (2013) – с Брендън Райкс
- Swipe (2013) – с Брендън Райкс
- Spike (2016) – с Брендън Райкс

### Документалистика
- Hominid Origins: Inquiries Past and Present (Editor) (1983)
- Forensic Osteology: Advances in the Identification of Human Remains (1986)

### Филмография
- 2005 – 2017 Кости, Bones – ТВ сериал, продуцент, автор и актьор в 1 епизод